# Ху Жэньтянь
Ху Жэньтянь (кит. упр. 胡人天, пиньинь Hú Réntiān; 21 января 1991, провинция Сычуань) — китайский футболист, полузащитник клуба Суперлиги «Хэбэй Чайна Форчун» и национальной сборной КНР.

## Карьера

### Клубная карьера
Выпускник футбольной академии Гаофэнвэнь Ху Жэньтянь затем выступал за резервный состав «Тяньцзинь Тэда», в котором и дебютировал в сезоне 2009 года — дебютный матч команда провела 30 августа против «Цзянсу Сайнти», а игрок забил дебютный гол, который стал решающим — «Тяньцзинь» победил со счётом 1-0. Его часто сравнивают с другим игроком «Тяньцзиня» — обладателем приза Лучшего молодого игрока Хао Цзюньминем и видят ему замену в будущем. Перед началом сезона 2010 года Хао Цзюньминь покинул команду и начал выступать за «Шальке 04», главный тренер Ари Хан начал использовать Ху в центральной зоне. Игрок принял участие лишь в нескольких играх сезона, «Тяньцзинь» финишировал лишь вторым, однако получил возможность участвовать в розыгрыше Лиги чемпионов Азии 2011. В следующем сезоне игрок получил больше игрового времени — дебютировал в Лиге чемпионов Азии, а также принял участие в финале Кубка Китая 2011, в котором его команда победила «Шаньдун Лунэн» со счётом 2-1. В финале Суперкубка 2012 «Тяньцзинь Тэда» уступил с таким же счётом «Гуанчжоу Эвергранд».

### Международная карьера
Ху Жэньтянь был включен в сборную для участия в квалификационном раунде у молодёжному Чемпионату АФК 2010 года (до 19 лет) и сыграл три игры в рамках подготовки к турниру. На самом турнире сыграл в трех играх и дошёл со сборной до стадии четвертьфиналов.

## Достижения
«Тяньцзинь Тэда» :
- Кубок Китайской футбольной ассоциации : 2011
- Финалист Суперкубка : 2012